# Behrouz Rahbarifar
Behrouz Rahbarifar (en persa: بهروز رهبری‌فر‎, Teherán, Irán; 17 de julio de 1971) es un exfutbolista de Irán que jugaba en la posición de defensa.

## Carrera

### Club
| Periodo   | Club           | Apariciones | Goles |
| --------- | -------------- | ----------- | ----- |
| 1994–2003 | Persepolis FC  | 185         | 19    |
| 2003–2004 | PAS Teherán FC | 21          | 1     |
| 2004–2006 | Persepolis FC  | 29          | 0     |

### Selección nacional
Jugó para Irán en 23 ocasiones de 1999 a 2001 y participó en la Copa Asiática 2000.

## Estadísticas
| Participación en Club | Participación en Club | Participación en Club | Liga        | Liga  | Copa        | Copa       | Continental | Continental | Total       | Total |
| Temporada             | Club                  | Liga                  | Apariciones | Goels | Apariciones | Goles      | Apariciones | Goles       | Apariciones | Goles |
| Irán                  | Irán                  | Irán                  | Liga        | Liga  | Copa Hazfi  | Copa Hazfi | Asia        | Asia        | Total       | Total |
| --------------------- | --------------------- | --------------------- | ----------- | ----- | ----------- | ---------- | ----------- | ----------- | ----------- | ----- |
| 1994–95               | Persepolis            | Liga Azadegan         | 12          | 0     | –           | –          | –           | –           | 161         | 0     |
| 1995–96               | Persepolis            | Liga Azadegan         | 30          | 2     | –           | –          | –           | –           | 362         | 2     |
| 1996–97               | Persepolis            | Liga Azadegan         | 25          | 1     | 0           | 0          | 7           | 0           | 353         | 1     |
| 1997–984              | Persepolis            | Liga Azadegan         | 8           | 0     | 1           | 1          | 7           | 1           | 16          | 2     |
| 1998–99               | Persepolis            | Liga Azadegan         | 22          | 1     | 7           | 2          | –           | –           | 29          | 3     |
| 1999–00               | Persepolis            | Liga Azadegan         | 19          | 0     | 1           | 1          | 6           | 0           | 26          | 1     |
| 2000–01               | Persepolis            | Liga Azadegan         | 11          | 7     | 1           | 0          | 8           | 1           | 20          | 8     |
| 2001–02               | Persepolis            | Iran Pro League       | 20          | 3     | 3           | 0          | –           | –           | 23          | 3     |
| 2002–03               | Persepolis            | Iran Pro League       | 19          | 0     | 2           | 0          | 3           | 0           | 24          | 0     |
| 2003–04               | PAS                   | Iran Pro League       | 21          | 1     | 1           | 0          | –           | –           | 22          | 0     |
| 2004–05               | Persepolis            | Iran Pro League       | 20          | 0     | 1           | 0          | –           | –           | 21          | 1     |
| 2005–06               | Persepolis            | Iran Pro League       | 9           | 0     | 2           | 0          | –           | –           | 11          | 0     |
| Total de Carrera      | Total de Carrera      | Total de Carrera      | 216         | 15    | 19          | 4          | 31          | 2           |             | 21    |

- 1 Incluye dos partidos de la Copa Tehran Hazfi Cup y dos partidos en el Bushehr Basij Festival.
- 2 Incluye dos partidos en la Copa Naghsh-e-Jahan y cuatro amistosos.
- 3 Incluye tres partidos en la Copa Naghsh-e-Jahan.
- 4 Persepolis abandonó la temporada 1997–98.

## Logros
- Iranian Football League (5): 1995–96, 1996–97, 1998–99, 1999–2000, 2003-04
- Copa Hazfi (1): 1998–99